# Phantasmagoria II: A Puzzle of Flesh
Phantasmagoria II: A Puzzle of Flesh è un'avventura grafica di genere horror sviluppata dalla Sierra On-Line nel 1996 per sistemi MS-DOS e Microsoft Windows. Il videogioco è il seguito di Phantasmagoria.